# Immunogener Zelltod
Immunogener Zelltod ist jede Form des Zelltodes, die eine Immunantwort auslöst. Sowohl unvorhergesehener Zelltod als auch programmierter Zelltod kann zu einer Immunantwort führen. Der immunogene Zelltod grenzt sich von anderen Formen des Zellsterbens ab (Apoptose, Autophagozytose und weitere), die keine Antwort auslösen oder sogar zur Immuntoleranz führen.
Als immunogener Zelltod wird ebenfalls eine spezifische Form des regulierten Zelltodes bezeichnet, die infolge von Stress auf das endoplasmatische Retikulum eine Immunantwort auslöst.

## Formen des immunogenen Zelltodes
Die Formen des immunogenen Zelltodes werden anhand der Molekularmechanismen eingeteilt, die vor, während und nach dem Zelltod wirken. Die Immunogenität eines bestimmten Zelltodes ist von den Antigenen abhängig, die während des Prozesses freigesetzt werden.

### Unvorhergesehener Zelltod
Unvorhergesehener, zufälliger oder unfallbedingter Zelltod (Accidental cell death) ergibt sich als Folge von physischem, chemischem oder mechanischem Schaden, der die Heilungsfähigkeit der Zelle übersteigt. Dieser Vorgang kann nicht kontrolliert werden und führt zum Verlust der Membranintegrität. Daraus ergibt sich die Ausschüttung intrazellulärer Bestandteile, die eine Immunantwort auslösen können.

### Immunogene Apoptose oder ICD
Immunogene Apoptose, ebenfalls als immunogener Zelltod im engeren Sinne oder ICD (vom englischen „immunogenic cell death“) bezeichnet, ist eine Form des Zellsterbens, die zur regulierten Aktivierung der Immunantwort führt. Dieser Zelltod ist durch eine apoptotische Morphologie gekennzeichnet, bei der die Membranintegrität bestanden bleibt. Stress auf das endoplasmatische Retikulum (ER) wird meistens als ein verursachender Faktor für ICD erkannt, zusammen mit hoher Produktion von reaktiven Sauerstoffspezies (ROS). Es werden zwei Gruppen von ICD-Auslösern erkannt: Typ-I-Auslöser erzeugen Stress auf das ER nur als Nebenwirkung, während sie hauptsächlich auf das DNA- oder Chromatinerhaltungssystem oder auf Membranbestandteile abzielen. Typ-II-Auslöser zielen spezifisch gegen das ER. ICD wird von einigen zytostatischen Agenten wie Anthracyclinen, Oxaliplatin und Bortezomib ausgelöst oder durch Radiotherapie und photodynamische Therapie (PDT). Manche Viren können als biologische Auslöser von ICD genannt werden. So wie der immunogene Zelltod von infizierten Zellen eine Immunantwort gegen den Krankheitserreger auslöst, kann immunogener Tod von Krebszellen eine effektive antitumorale Immunantwort durch Aktivierung der dendritischen Zellen (DCs) und darauf folgende Aktivierung spezifischer T-Zell-Antwort auslösen. Dieser Effekt wird in der Krebstherapie eingesetzt.
ICD wird durch eine Ausschüttung von Schadens-assoziierten molekularen Mustern (DAMPs) charakterisiert. Es gibt drei wichtige DAMPs, die während bei ICD auf der Zelloberfläche ausgestellt werden. Calreticulin (CRT), ein normalerweise im Lumen des endoplasmatischen Retikulums vorhandenes DAMP-Molekül, wird nach Einleitung des immunogenen Zelltodes auf die Oberfläche der sterbenden Zelle transloziert. Dort wirkt es als „Iss mich“-Signal für spezialisierte Phagozyten. Andere wichtige DAMPs, die an der Oberfläche erscheinen, sind Hitzeschockproteine (HSPs), darunter HSP70 und HSP90, die unter Stressbedingungen auch zur Plasmamembrane wandern. Auf der Zelloberfläche zeigen sie eine immunstimulierende Wirkung, die auf ihrer Interaktion mit antigenpräsentierenden Zellen (APC) wie CD91 und CD40 beruht, und fördern dabei die Kreuzpräsentation von tumorstämmigen Antigenen bei MHC Klasse-I-Molekülen, die darauf eine CD8+ T-Zell-Antwort einleiten. Andere wichtige, ICD-typische DAMPs sind die ausgeschütteten HMGB1 und ATP. HMGB1 wird als Marker des fortgeschrittenen ICD erkannt und seine Ausschüttung in den extrazellulären Raum scheint eine Voraussetzung für die optimale Antigenpräsentation von dendritischen Zellen zu sein. Es knüpft an mehrere Mustererkennungsrezeptoren (PRRs) wie die Toll-like-Rezeptoren (TLR) 2 und 4, die auf APCs ausgedrückt werden. Im Rahmen des ICD ausgeschüttete ATP wirken als „finde mich“-Signal für Phagozyten und führen dazu, diese zum Ort des ICD anzuziehen. Außerdem hat die Bindung von ATP an purinerge Rezeptoren der Zielzellen eine immunstimulierende Wirkung durch Inflammasom-Aktivierung. Bei ICD ausgeschüttete DNA- und RNA-Moleküle aktivieren TLR3- und cGAS-Antworten, sowohl in den sterbenden Zellen als auch in den Phagozyten.
Der Ansatz, ICD in der Krebsbehandlung einzusetzen, nimmt dank der Identifizierung der oben genannten Auslöser Form an, da diese Potential für antitumorale Impfstrategien zeigen. Die Anwendung von ICD-Auslösern alleine oder in Verbindung mit anderen Formen der Krebstherapie (Zielgerichtete Therapie, Krebsimmuntherapie) war bei Mausmodellen von Krebs erfolgreich und wird in klinischen Studien für Menschen eingesetzt.

### Nekroptose
Eine weitere Form des regulierten Zelltodes, die eine Immunantwort auslöst, ist Nekroptose. Nekroptose wird von einer nekrotischen Morphologie charakterisiert. Diese Art des Zelltodes wird von extrazellulären und intrazellulären Mikrotraumas ausgelöst, die von Todes- oder Schadensrezeptoren registriert werden. Zum Beispiel können FAS, TNFR1 und Mustererkennungsrezeptoren können Nekroptose einleiten. Diese Aktivierungsauslöser konvergieren bei der Rezeptorinteragierenden Serine/Threonine-Protein-Kinase 3 (RIPK3) und der Mixed-Lineage Kinase Domain-like Pseudokinase (MLKL). Sequentielle Aktivierung dieser Proteine führt zur Membranpermeabilität.

### Pyroptose
Pyroptose ist eine differenzierte Form des regulierten Zelltodes, die eine nekrotische Morphologie und Zellinhaltsausschüttung aufweist. Diese Form des Zellsterbens ist am häufigsten eine Antwort auf eine Infektion mit mikrobialen Krankheitserregern, wie die Infektion mit Salmonellen,  Francisella oder Legionella. Wirtsfaktoren, wie sie unter anderem bei Myokardinfarkt entstehen, können ebenfalls Pyroptose auslösen. Im Cytosol vorhandene bakterielle Metaboliten oder Strukturen, die als Pathogen-assoziierte molekulare Muster (PAMPs) bezeichnet werden, leiten die pyroptotische Antwort ein. Wenn solche PAMPs von einigen Mitgliedern der Nod-like-Rezeptoren-Familie (NLRs) erkannt werden, führt AIM2 oder Pyrin zur Bildung einer Inflammasomstruktur und Aktivierung von Caspase 1.
Cytosolischen PRRs, die dafür bekannt sind, Inflammasombildung auszulösen, sind NLRP3, NLRP1, NLRC4, AIM und Pyrin. Diese Proteine enthalten oligomerisierende NACHT-Domänen, CARD-Domänen und zum Teil auch vergleichbare Pyrin-Domänen (PYR). Caspase 1, die zentrale aktivierende Protease der Pyroptose, verbindet sich mit Inflammasomen durch CARD-Domänen oder ein CARD/PYR-haltiges Adapterprotein, genannt Apoptose-Assozieertes Speck-like Protein (ASC). Aktivierung von Caspase 1 (CASP1) ist wesentlich für die Pyroptose und vermittelt proteolytische Aktivierung anderer Caspasen. Andere beteiligte Caspasen sind bei Menschen CASP 3, CASP 4 und CASP5, bei Mäusen CASP3 und CASP11. Vorläufer von IL-1β und IL-18 gehören zu den wichtigsten CASP1-Substraten, und die Ausschüttung von Spaltprodukten leitet eine starke Immunantwort auf die Pyroptose ein. Die Sekretion von IL-1β und IL-18 findet vor den morphologischen Veränderungen der Zelle statt. Die Zelle stirbt, indem sie ihre Inhalte freilässt, was zur Verteilung weiterer immunogenen Molekülen führt. Darunter sind HMGB1, S-100-Proteine  und IL-1α wichtige DAMPs.
Die Pyroptose hat einige Merkmale mit der Apoptose gemeinsam, letztere ist jedoch ein immunologisch neutraler Zelltod. In erster Linie sind diese beiden Vorgänge Caspase-abhängig, obwohl jeder Vorgang spezifische Caspasen nutzt. Chromatin-Kondensierung und -Fragmentierung findet während der Pyroptose statt, aber die Mechanismen und die Auswirkung unterscheiden sich von denen in der Apoptose. Im Gegensatz zur Apoptose bleibt in der Pyroptose die Membranintegrität nicht bestehen, während die Integrität der Mitochondrialmembrane erhalten bleibt und keine Ausschüttung von Cytochrom c stattfindet.

### Ferroptose
Ferroptose ist ebenfalls eine Form des regulierten Zelltodes. Der Prozess wird als Antwort auf oxidativen Stress und Lipidperoxidation eingeleitet und hängt von der Verfügbarkeit von Eisen ab. Nekrotische Morphologie ist typisch für ferroptotische Zellen. Lipidperoxidations wird hauptsächlich durch Lipoxygenasen katalysiert, aber auch durch Cyclooxygenasen. Lipidperoxidation kann in der Zelle durch Glutathionperoxidase 4 (GPX4) gehemmt werden, weshalb das Gleichgewicht dieser Enzyme entscheidend für die Ferroptose ist. Eisen-Chelation hemmt ebenfalls Ferroptose, womöglich weil dabei Eisen aus den Lipoxygenasen gezogen wird. Die Ausschüttung zytoplasmatischer Bestandteile während des Zelltodes führt zur Immunogenität dieses Prozesses.

### Nekrose durch MTP
Von Mitochondrialpermeabilitätstransition (MPT) ausgelöster Zelltod ist ebenfalls eine Form des regulierten Zelltodes und weist eine nekrotische Morphologie vor. Oxydationsstress bzw. Ca2+-Ungleichgewicht sind wichtige Gründe für Nekrose durch MTP. Das zentrale Ereignis in diesem Prozess ist der Impermeabilitätsverlust der internen Mitochondrienmembrane (IMM). Die genauen Mechanismen, die zur Bildung der Permeabilitätstrasitionsporenkomplexe führen, die sich zwischen der inneren und der äußeren Mitochondrienmembrane ansammeln, sind noch nicht bekannt. Peptidylprolyl isomerase F (CYPD) ist das einzige Protein, das als Voraussetzung für Nekrose durch MTP bekannt ist. Dem Verlust der IMM-Impermeabilität folgt die Dissipation des Membranpotentials und die Desintegration beider Mitochondrienmembranen.

### Parthanatos
Parthanatos ist ebenfalls eine regulierte Form des Zelltodes mit nekrotischer Morphologie. Es wird bei diversen Stressbedingungen eingeleitet, aber am wichtigsten als Ergebnis von langfristigem alkylierenden DNA-Schaden, Oxidationsstress, Hypoxie, Hypoglykämie und einem entzündeten Umfeld. Ausgelöst wird dieser Zelltod von Komponenten DNA-Reparatur, insbesondere Poly(ADP-ribose)-Polymerase 1(PARP1). Hyperaktivierung von PARP1 führt zu ATP-Mangel, Redox und bioenergetischem Verfall und sammelt Poly(ADP-ribose)-Polymerase und poly(ADP-ribosyl)ierte Proteine an, die sich mit apoptoseauslösendem Faktor mit Mitochondrialassoziation 1 (AIF) verbinden. Dies führt zur Dissipation des Membranpotentials und Durchlässigkeit der äußeren Mitochondiralmembrane. Chromatinkondensierung und Fragmentation durch AIF ist charakteristisch für Parthanatos. Es wurde eine Verbindung zwischen dem Vorgang des Parthantos und einigen Komponenten des nekroptotischen Apparats vorgeschlagen, da RIPK3 die PARP1-Aktivität stimuliert.
Diese Art des Zelltodes ist mit einigen Krankheitsbildern in Verbindung gebracht worden, darunter einige Herz-Kreislauf-Erkrankungen und Nierenbeschwerden, Diabetes, Gehirn-Ischämie und neurodegenerative Erkrankungen.

### Lysosom-bedingter Zelltod
Lysosom-bedingter Zelltod ist eine Form des regulierten Zelltodes, die von der Durchlässigkeit der Lysosommembranen abhängt. Die Morphologie der Zellen, die auf diesem Weg sterben, ist unterschiedlich, es sind apoptotische, nekrotische oder dazwischenliegende Morphologien beobachtet worden. Es ist eine Form der Abwehr gegen intrazelluläre Krankheitserreger, aber steht in Verbindung zu mehreren pathophysiologischen Vorgängen, wie Gewebeumbau und Schwellung. Lysosomdurchlässigkeit leitet den Prozess des Zellsterbens ein, manchmal in Verbindung mit Membrandurchläsigkeit.

### NETotischer Zelltod
NETotischer Zelltod ist eine spezifische Form des Zelltodes, die typisch für Neutrophile, aber auch in Basophilen und Eosinophilen vorhanden ist. Charakteristisch für den Vorgang ist der Ausstoß von Chromatinfasern, die in Neutrophile Extrazelluläre Fallen (NETs) verwoben sind. Die NET-Bildung wird meistens als Antwort auf mikrobielle Infektionen eingeleitet, aber erscheint im Krankheitsbild mancher Schwellungskrankheiten auch unter sterilen Bedingungen. ROS innerhalb der Zelle führen zur Ausschüttung von Elastase (ELANE) und Myeloperoxidase (MPO), die in den Nukleus wandern und das Cytoskelett umgestalten. Es wurden Interaktionen mit dem nekrotischen Apparat (RIPK und MLKL) vorgeschlagen.